# Campionati del mondo di ciclismo su strada 1999 - Cronometro maschile Under-23
La cronometro maschile Under-23 dei Campionati del mondo di ciclismo su strada 1999 è stata corsa il 4 ottobre in Italia, con partenza e arrivo a Treviso, su un percorso di 33,2 km. L'oro andò allo spagnolo José Iván Gutiérrez che vinse con il tempo di 39'34"96 alla media di 50,421 km/h, argento all'australiano Michael Rogers e a completare il podio il russo Evgenij Petrov.

## Classifica (Top 10)
| Pos. | Corridore            | Squadra    | Tempo     |
| ---- | -------------------- | ---------- | --------- |
| 1    | José Iván Gutiérrez  | Spagna     | 39'34"96  |
| 2    | Michael Rogers       | Australia  | a 1"56    |
| 3    | Evgenij Petrov       | Russia     | a 29"18   |
| 4    | Stephan Schreck      | Germania   | a 33"91   |
| 5    | Torsten Hiekmann     | Germania   | a 37"29   |
| 6    | Thor Hushovd         | Norvegia   | a 56"51   |
| 7    | Aleksandar Nikačević | Jugoslavia | a 58"87   |
| 8    | Claudio Salvi        | Italia     | a 1'05"91 |
| 9    | Kirill Goloubev      | Russia     | a 1'17"54 |
| 10   | David Derepas        | Francia    | a 1'18"54 |